# سازمان حسابرسی
سازمان حسابرسی، یکی از سازمان‌های تابعه وزارت امور اقتصادی و دارایی ایران است که سال ۱۳۶۶ به موجب قانون تشکیل سازمان حسابرسی تأسیس شد. این سازمان به عنوان بزرگ‌ترین مؤسسه حسابرسی ایران (دولتی) به ارائه خدمات تخصصی مالی به بخش‌های دولتی و تحت نظارت دولت می‌پردازد. سازمان حسابرسی علاوه بر حسابرسی و بازرسی قانونی، خدمات مالی مشاوره‌ای، تدوین اصول و ضوابط حسابداری و حسابرسی، و آموزش و تحقیق در زمینهٔ حسابرسی را نیز برعهده دارد.

## تاریخچه حسابرسی در ایران
اولین باری که در قوانین رسمی ایران به حسابرسی اشاره شده‌است، قانون تجارت مصوب سال ۱۳۱۱ است که بر مبنای آن شرکت‌های سهامی موظف می‌شدند افرادی را به عنوان مفتش (بازرس) برای رسیدگی به حساب‌ها و اسناد و مدارک انتخاب کنند و گزارشی را دربارهٔ اوضاع عمومی شرکت به مجمع عمومی صاحبان سهام ارائه دهند، با این وجود این بازرسی با حسابرسی در معنای امروزی متفاوت بود. در «قانون مالیات بر درآمد» سال ۱۳۲۸ برای اولین بار از خدمات حسابرسی حرفه‌ای برای حسابرسی مالیاتی استفاده شد که وزارت دارایی را مکلف به پذیرش نتایج کار انجمن محاسبین قسم خورده می‌کرد. اساسنامهٔ انجمن محاسبین قسم خورده در سال ۱۳۴۲ تصویب شد. با تصویب قانون مالیات‌های مستقیم سال ۱۳۴۵ مقرر شد که کانون حسابداران رسمی تشکیل گردد و با این کار عملاً تکیه گاه قانونی انجمن محاسبین قسم خورده فروریخت. از سال ۱۳۵۱ اساسنامهٔ کانون حسابداران رسمی به تصویب رسید و این کانون کار خود را آغاز کرد.

## تاریخچه سازمان حسابرسی
پس از انقلاب ۱۳۵۷ ایران و مصادره شرکت‌های متعلق به برخی سرمایه‌داران، قوانینی در شورای انقلاب به تصویب رسید که بر پایهٔ آن‌ها شرکت‌ها و مؤسسات سودبر و ناسودبر بسیاری ملی شدند و تحت مدیریت دولت درآمدند. در سال ۱۳۵۹ به علت نارسایی‌های نظام حسابرسی موجود، طی لایحه‌ای مربوط به اصلاح پاره‌ای از مواد قانونی مالیات‌های مستقیم، مواد مربوط به حسابداران رسمی لغو شد. در نتیجه، کانون حسابداران رسمی عملاً منحل شد. برای رسیدگی به امور حسابرسی، سه مؤسسهٔ حسابرسی در نظر گرفته شد که هر یک رسیدگی حسابرسی گروهی از شرکت‌ها و مؤسسات را بر عهده گرفتند. این‌ها عبارت بودند از مؤسسه حسابرسی سازمان صنایع ملی و سازمان برنامه، مؤسسه حسابرسی بنیاد مستضعفان (۱۳۵۹) و مؤسسه حسابرسی شاهد(۱۳۶۲). در سال ۱۳۶۲ مجلس شورای اسلامی تصویب کرد که این سه مؤسسه و شرکت سهامی حسابرسی (تشکیل‌شده در ۱۳۵۰ و مسئول حسابرسی شرکت‌های دولتی) با هم ادغام شوند و سازمان حسابرسی کشور تشکیل شود. اساسنامهٔ این سازمان در سال ۱۳۶۶ به تصویب مجلس رسید و از آن زمان سازمان حسابرسی وابسته به وزارت امور اقتصادی و دارایی با شخصیت حقوقی و استقلال مالی تشکیل شد.

## مدیران عامل سازمان حسابرسی
- موسی بزرگ اصل (آبان ۱۴۰۳ تاکنون)
- محمد جلیلی (فروردین تا آبان ۱۴۰۳)
- قدرت‌الله اسماعیلی (اسفند ۱۴۰۱ تا فروردین ۱۴۰۳) - حسابدار رسمی، کارشناسی‌ ارشد حسابداری، از مدیران بدنه سازمان حسابرسی (حسابرس تا عضو هیئت عامل)
- موسی بزرگ اصل (اسفند ۱۳۹۷ تا اسفند ۱۴۰۱) - حسابدار رسمی، دکتری حسابداری، ACCA، رئیس هیئت تدوین استانداردهای حسابداری، از مدیران بدنه سازمان حسابرسی (حسابرس تا عضو هیئت‌ عامل)، دارای نقش کلیدی در لازم‌الاجرا کردن استانداردهای بین‌المللی حسابداری و حسابرسی در ایران، عضو پیشین شورای عالی جامعه حسابداران رسمی ایران
- اکبر سهیلی‌پور (اردیبهشت ۱۳۸۸ تا اسفند ۱۳۹۷) - حسابدار رسمی، کارشناسی‌ ارشد حسابداری، عضو هیئت‌ عامل سازمان حسابرسی (از مهر ۱۳۷۳)، عضو پیشین شورای عالی جامعه حسابداران رسمی ایران، عضو هیئت‌ تشخیص صلاحیت حسابداران رسمی ایران، مدیر مالی شرکت ملی نفت ایران
- کاظم نجفی علمی (شهریور ۱۳۸۶ تا اردیبهشت ۱۳۸۸) - دکتری اقتصاد، مدیرعامل پیشین بانک ملی ایران، مشاور اقتصادی وزیر جهاد سازندگی، مدیر اجرایی برنامه ۲۵ ساله ایران ۱۴۰۰ (سال‌های ۷۵ - ۷۶)، رئیس هیئت مستشاری دیوان محاسبات کشور، عضو هیئت امنای ستاد اجرایی فرمان امام، مسئول کمیسیون تلفیق دبیرخانه مجمع تشخیص مصلحت نظام، دبیر کمیسیون علمی راهبردی چشم‌انداز ۲۰ ساله، رئیس انجمن علمی اسلام و توسعه اقتصادی
- هوشنگ نادریان (۱۳۸۱ تا شهریور ۱۳۸۶) - حسابدار رسمی، کارشناسی‌ ارشد حسابداری، عضو پیشین شورای عالی جامعه حسابداران رسمی ایران، مدیرعامل پیشین مؤسسه حسابرسی بنیاد مستضعفان، مدیرعامل مؤسسه حسابرسی مفيد راهبر
- سید محمدرضا فاطمی (۱۳۷۱ تا ۱۳۸۱) - حسابدار رسمی، کارشناسی ارشد حسابداری از دانشکده حسابداری و علوم مالی شرکت ملی نفت ایران، عضو هیئت‌ مدیره سازمان کارگزاران بورس اوراق بهادار تهران، عضو هیئت‌ پذیرش بورس اوراق بهادار (به‌عنوان‌ حسابرس خبره)، عضو هیئت‌ مؤسس جامعه حسابداران رسمی ایران، عضو هیئت‌ تشخیص صلاحیت حسابداران رسمی ایران، عضویت و رئیس هیئت تدوین استانداردهای حسابداری و حسابرسی، عضو شورای عالی بانک‌ها و استاد دانشگاههای مختلف
- رضا مستأجران (۱۳۶۸ تا ۱۳۷۱) - حسابدار رسمی، کارشناسی ارشد حسابداری از دانشکده حسابداری و علوم مالی شرکت ملی نفت ایران، رئیس دانشکده حسابداری و علوم مالی شرکت ملی نفت (بعد از انقلاب)، از مؤسسان کلیدی جامعه حسابداران رسمی ایران، عضو پیشین شورای عالی جامعه حسابداران رسمی ایران، عضو پیشین شورای عالی انجمن حسابداران خبره ایران، رئیس شورای مدیریت مرکز آموزش حسابداران خبره (PACT) (از بدو تأسیس در ۱۳۸۳)، عضو هیئت مدیره و مدیر بازرگانی شرکت ملی نفت ایران

## کمیته‌های سازمان حسابرسی
کمیته‌های سازمان حسابرسی عبارتند از:
1. کمیته فنی
2. کمیته آموزش و تحقیقات
3. کمیته کنترل و کیفیت
4. کمیته قوانین و مالیاتی
5. کمیته ترفیعات و طبقه‌بندی مشاغل
6. کمیته تدوین استانداردهای حسابداری
7. کمیته تدوین استانداردهای حسابرسی
8. کمیته ماموریت‌های خارج از کشور
9. کمیته حسابرسی عملیاتی
10. کمیته تدوین استانداردهای حسابداری دولتی
11. کمیته وام
12. کمیته انضباطی
13. کمیته حسابرسی

## جایگاه قانونی ضابطه‌گذاری حسابداری و حسابرسی
طبق بند ۴ تبصره ۲ «قانون تشکیل سازمان حسابرسی» (۵ دی ۱۳۶۲) و مواد ۶ و ۷ «اساسنامه سازمان حسابرسی» (۱۷ شهریور ۱۳۶۶)، وظیفه تدوین و تعمیم اصول و ضوابط حسابداری و حسابرسی در ایران به سازمان حسابرسی واگذار شده‌است. در این راستا، سازمان حسابرسی - از اواخر دهه ۱۳۷۰ - «اصول و ضوابط حسابداری و حسابرسی» ایران را وضع می‌کند که برای همه نهادهای گزارشگر و مؤسسات حسابرسی در ایران لازم‌الاجرا است.

## کمیته‌های استانداردگذاری
- کمیته تدوین استانداردهای حسابداری
- کمیته تدوین استانداردهای حسابرسی
- کمیته تدوین استانداردهای حسابداری دولتی
- واحد حسابرسی عملیاتی

## مراحل تدوین استانداردها
هشت مرحله اصلی تدوین استانداردها در سازمان حسابرسی عبارت است از:
- تشخیص موضوع برای انجام تحقیقات (کمیته‌های تدوین استانداردها)،
- بررسی‌های مقدماتی (مدیریت تدوین استانداردها و گروه‌های کارشناسی)،
- تصمیم‌گیری در مورد لزوم تدوین استاندارد (کمیته‌های تدوین استانداردها)،
- تهیه پیش‌نویس مقدماتی استاندارد (مدیریت تدوین استانداردها)،
- تدوین متن اولیه پیش‌نویس استاندارد (کمیته‌های تدوین استانداردها)،
- نظرخواهی عمومی (مدیریت تدوین استانداردها)،
- تدوین متن نهایی پیش‌نویس استاندارد (کمیته‌های تدوین استانداردها)، و
- بررسی و تصویب نهایی (هیئت عامل و مجمع عمومی).

## استانداردها و ضوابط مصوب
استانداردها و ضوابط مصوب سازمان حسابرسی زیر عنوان «اصول و ضوابط حسابداری و حسابرسی» عبارتند از:
- استانداردهای حسابداری (کمیته تدوین استانداردهای حسابداری)

استاندارد حسابداری شماره ۱: نحوه ارائهٔ صورت‌های مالی تا
استاندارد حسابداری شماره ۴۱: افشای منافع در واحدهای تجاری دیگر (مصوب ۱۳۹۸).
- استانداردهای حسابداری بخش عمومی

مفاهیم نظری گزارشگری مالی بخش عمومی - اهداف گزارشگری مالی
مفاهیم نظری گزارشگری مالی بخش عمومی - واحد گزارشگر
مفاهیم نظری گزارشگری مالی بخش عمومی - عناصر صورتهای مالی
مفاهیم نظری گزارشگری مالی بخش عمومی - ویژگیهای کیفی اطلاعات مندرج در گزارشهای مالی با مقاصد عمومی
نحوه ارائه صورتهای مالی
۶نحوه ارائه اطلاعات بودجه ای در صورتهای مالی
درآمد حاصل از عملیات غیرمبادله ای (مالیات و انتقالات)
درآمدهای حاصل از عملیات مبادله‌ای
داراییهای ثابت مشهود
موجودیها
داراییهای نامشهود
ذخایر، بدهیهای احتمالی و داراییهای احتمالی
حسابداری مخارج تأمین مالی
رویه‌های حسابداری، تغییر در برآوردهای حسابداری و اشتباهات
افشای اطلاعات اشخاص وابسته
مزایای بازنشستگی کارکنان
آثار تغییر در نرخ تبدیل ارز
رویدادهای پس از تاریخ گزارشگری
- استانداردهای حسابرسی، سایر خدمات اطمینان‌بخشی و خدمات مرتبط (کمیته تدوین استانداردهای حسابرسی):

استانداردهای کنترل کیفیت (۹۹–۱)
استانداردهای حسابرسی (۱۹۹۹–۱۰۰)
استانداردهای بررسی اجمالی (۲۹۹۹–۲۰۰۰)
استانداردهای خدمات اطمینان‌بخشی به‌جز حسابرسی و بررسی اجمالی (۳۹۹۹–۳۰۰۰)
استانداردهای خدمات مرتبط (۴۹۹۹–۴۰۰۰)
- استانداردهای حسابرسی عملیاتی (واحد حسابرسی عملیاتی)

بخش ۱: استفاده و کاربرد استانداردهای حسابرسی عملیاتی
بخش ۲: اصول اخلاقی در حسابرسی عملیاتی
بخش ۳: استانداردهای عمومی
بخش ۴: استانداردهای اجرای عملیات در حسابرسی عملیاتی
بخش ۵: استانداردهای گزارشگری در حسابرسی عملیاتی
پیوست: رهنمودهای تکمیلی
هم‌چنین، در سال ۱۳۷۷، «آیین رفتار حرفه‌ای» از سوی سازمان حسابرسی - بر اساس «آیین‌نامه اخلاق برای حسابداران حرفه‌ای»، فدراسیون بین‌المللی حسابداران (آیفک) - تدوین و پس از تصویب در مجمع عمومی از آغاز ۱۳۷۸ لازم‌الاجرا شد.

## انتشارات
یکی از خدمات فایده‌مند سازمان حسابرسی که نقشی انکارناپذیر در توسعه دانش حسابداری در ایران داشته‌است، انتشار نشریه‌های تخصصی با موضوعات متنوع حسابداری و موضوعات مرتبط بوده‌است. در این راستا، طی بیش از دو دهه گذشته نزدیک به ۲۰۰ عنوان نشریه به قلم مترجمان و نویسندگان سرشناسی هم‌چون، حسن سجادی‌نژاد، فضل‌الله اکبری، حبیب‌الله تیموری ماسوله، مصطفی علی‌مدد، رضا شباهنگ، نظام‌الدین ملک‌آرایی، عباس ارباب سلیمانی، رضا نظری، عزیز عالی‌ور، امیر پوریانسب، موسی بزرگ‌اصل، … منتشر شده‌است. بعضی از این نشریات تا ده‌ها بار تجدید چاپ شده‌اند.